# Leonas Bistras
Leonas Bistras (* 20. Oktober 1890 in Liepāja; † 17. Oktober 1971 in Kaunas) war ein litauischer Journalist, Philosoph, Übersetzer, Politiker und von 1925 bis 1926 Premierminister des Landes.

## Leben

### Studium und berufliche Laufbahn
Nach dem Abitur am Gymnasium Libau (Liepāja) begann Bistras 1911 ein Studium der Medizin an der Universität Genf, das er 1912 an der Universität Tartu fortsetzte. 1914 wurde er Student am Schemaitischen Priesterseminar von Kaunas. Zugleich diente er von 1914 bis 1918 als Militärarzt in der russischen Armee.
Nach einem weiteren Studienjahr an der Universität Freiburg (Schweiz) erfolgte 1921 dort seine Promotion zum Doktor der Philosophie mit einer Dissertation zum Thema: Die Rechtfertigung des Guten oder Die Moralphilosophie von Wladimir Sergejewitsch Solowjow. Nach seiner Rückkehr nach Litauen wurde er 1922 Dozent an der Fakultät für Theologie und Philosophie der Vytautas-Magnus-Universität Kaunas, wo er zeitweise auch Leiter der Abteilung für Systematische Philosophie war.
Zuvor war er bereits 1919 Redakteur der Zeitung Lietuva sowie später von 1926 bis 1939 Redakteur der Zeitung Ryto. Daneben war er Journalist bei den Zeitungen Viltyje und Ateitį. Er übersetzte auch päpstliche Enzykliken in die Litauische Sprache.

### Politische Laufbahn
Bereits während seiner Studentenzeit wurde er 1910 Mitglied der Litauischen Christdemokratischen Partei (Lietuvių krikščionių demokratų partija). Im Oktober 1922 wurde er als Vertreter der Christdemokratischen Partei in den ersten Seimas des am 2. November 1918 unabhängig gewordenen Litauens gewählt. Zwischen November 1922 und März 1923 sowie von Januar und September 1925 war er Präsident des Seimas.
Am 29. Juni 1923 wurde er von Premierminister Ernestas Galvanauskas zum Bildungsminister berufen. Dieses Amt übte er anschließend bis zum 2. April 1925 auch im Kabinett von Antanas Tumėnas aus. Am 25. September 1925 wurde er dann als Nachfolger von Vytautas Petrulis selbst Premierminister. Zugleich übernahm er in seinem Kabinett auch das Amt des Verteidigungsministers sowie zeitweise auch das Amt des Außenministers. Am 15. Juni 1926 folgte ihm dann Mykolas Sleževičius im Amt des Premierministers.
Im Anschluss daran war er von 1926 bis 1940 Vorsitzender der Christdemokratischen Partei. Am 17. Dezember 1926 wurde er nach dem Staatsstreich von Antanas Smetona dann von Premierminister Augustinas Voldemaras wiederum zum Erziehungsminister ernannt, schied aus diesem Amt allerdings bereits am 3. Mai 1927 wieder aus. Vom 28. März bis zum 21. November 1939 war er in der Regierung von Jonas Černius nach dem Verlust des Memellandes wiederum Erziehungsminister.
Nach der Okkupation Litauens durch die Rote Armee wurde er am 11. Juli 1940 zunächst verhaftet und bald darauf in die Verbannung nach Sibirien deportiert. 1945 durfte er zwar nach Litauen zurückkehren, jedoch wurde er 1950 erneut verhaftet und wieder nach Sibirien verbannt. Nach seiner Begnadigung 1956 kehrte er dann nach Litauen zurück. Da ihm jedoch von den Behörden der Litauischen SSR keine Pension gezahlt wurde, lebte er von Spenden anderer Menschen.